# Fjällig filtlav
Fjällig filtlav (Peltigera praetextata) är en lavart som först beskrevs av Flörke ex Sommerf., och fick sitt nu gällande namn av Friederich Wilhelm Zopf. Fjällig filtlav ingår i släktet Peltigera och familjen Peltigeraceae.  Arten är reproducerande i Sverige. Inga underarter finns listade i Catalogue of Life.

## Bildgalleri

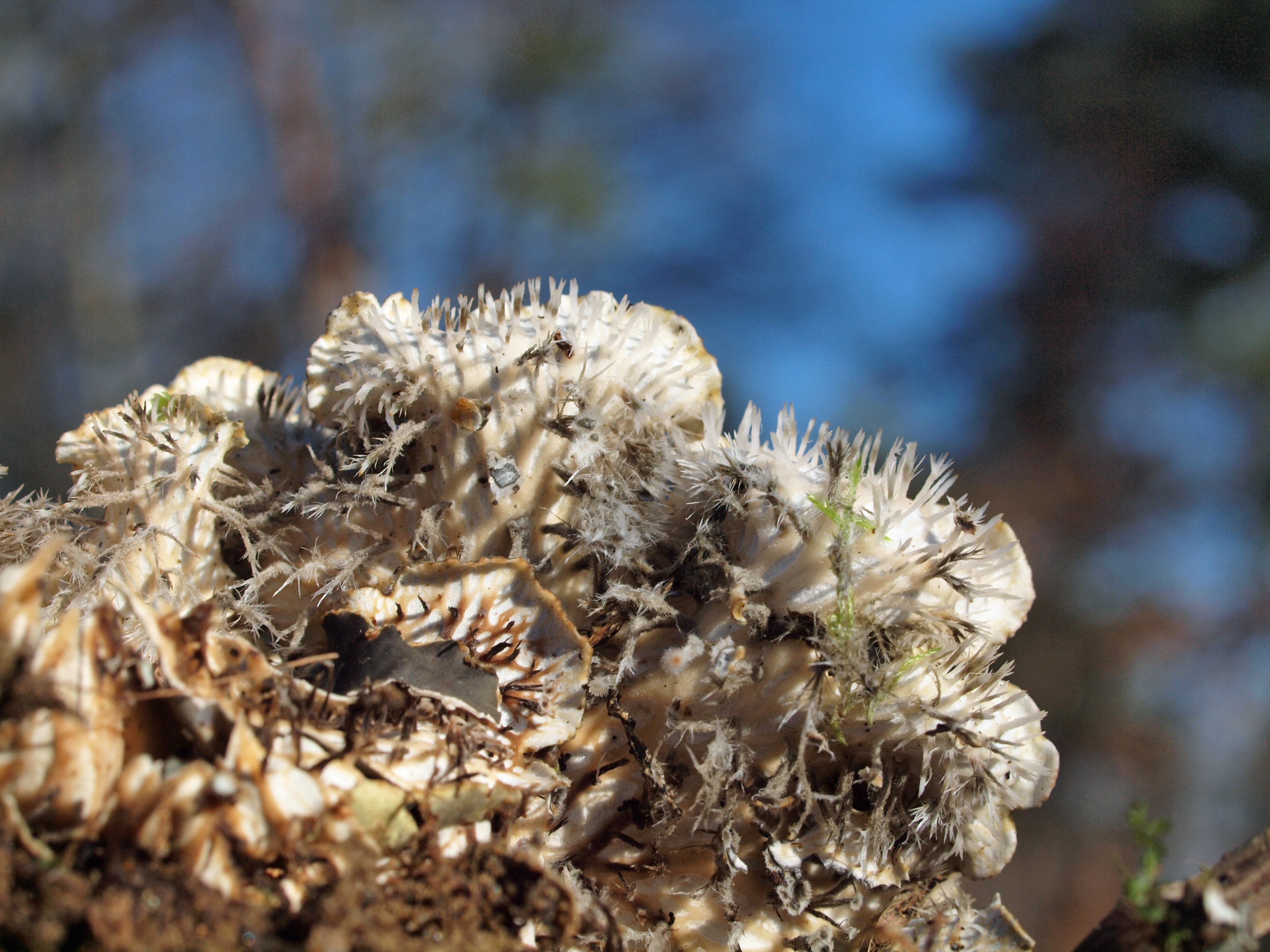
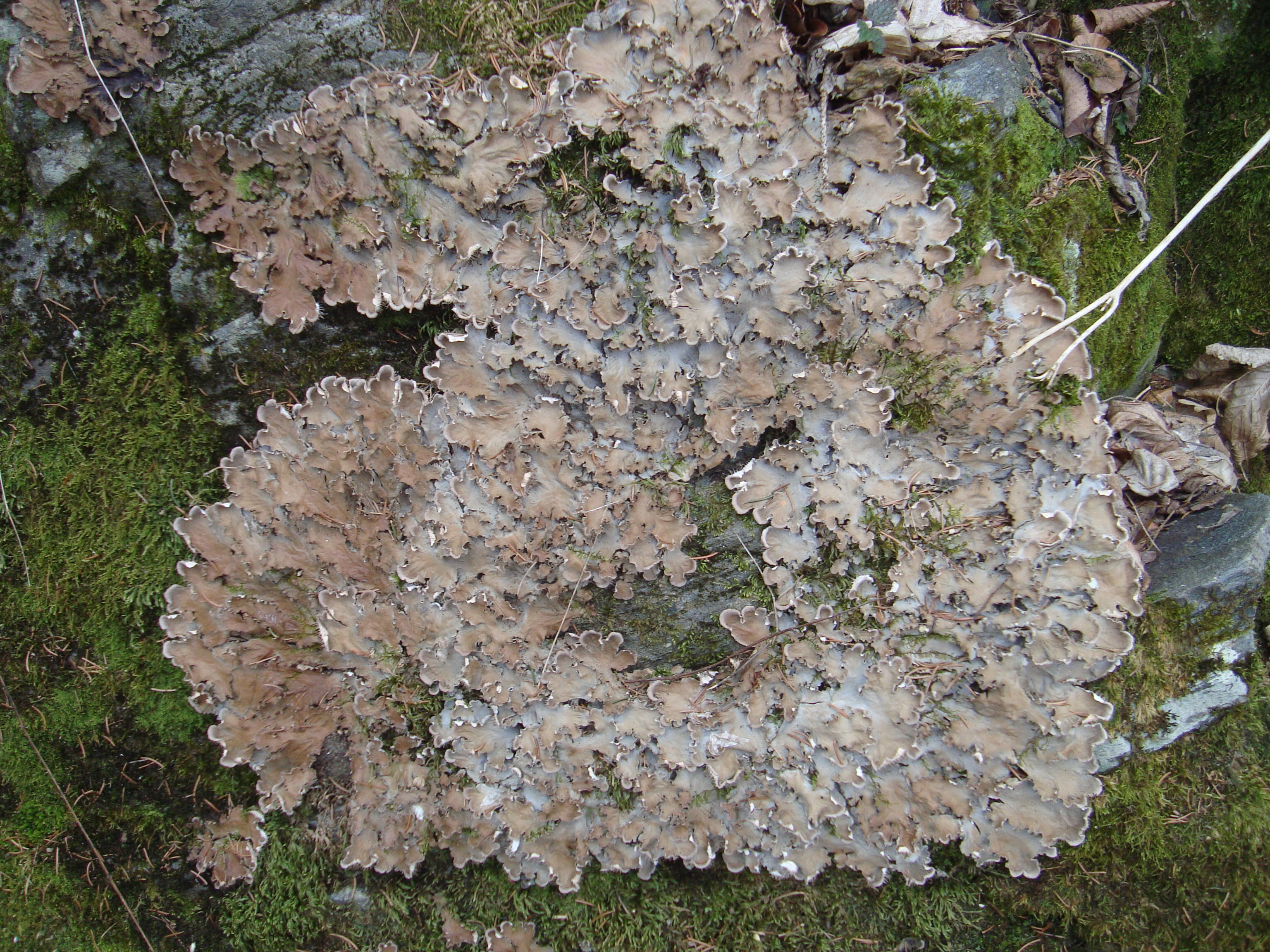
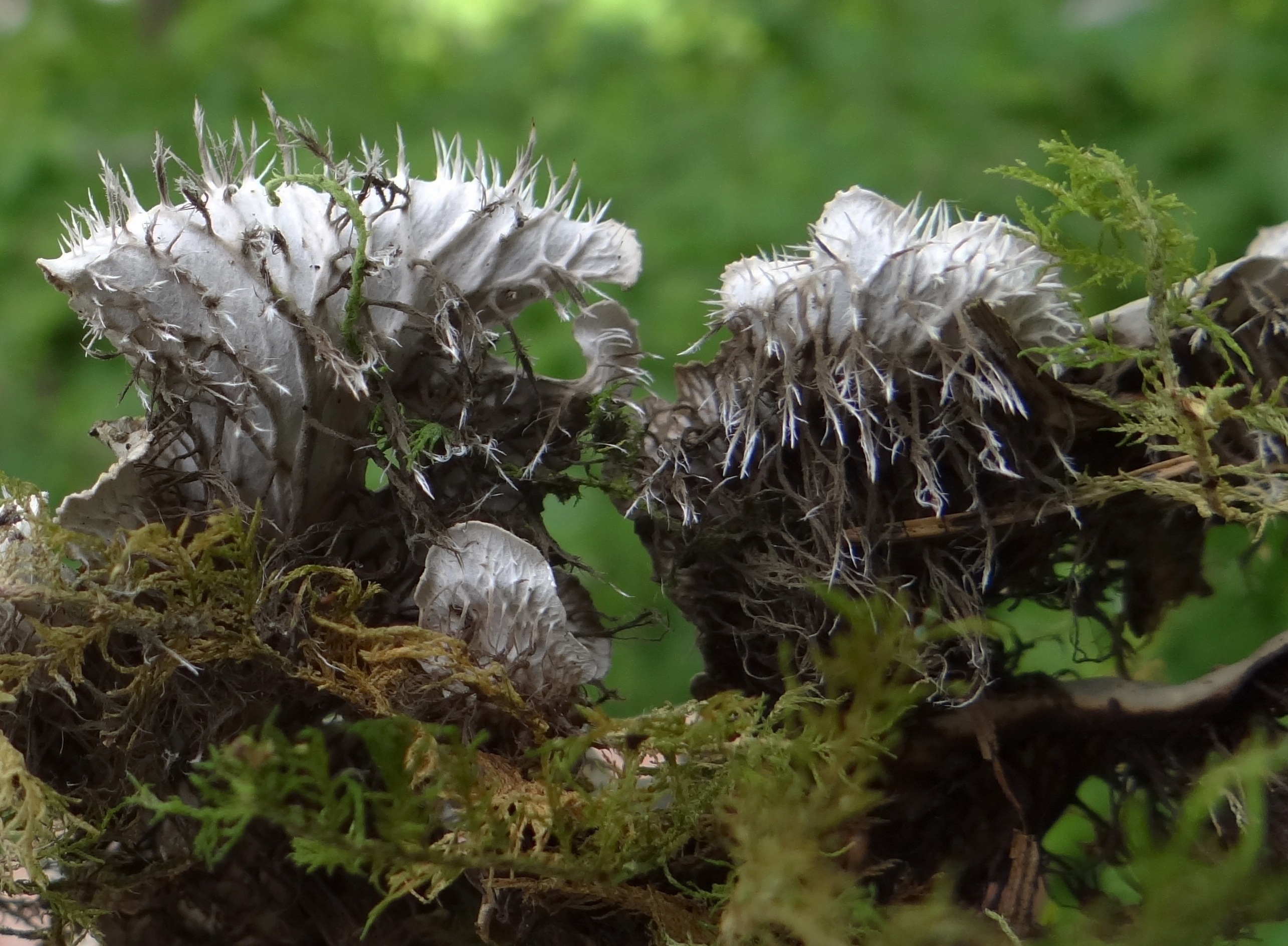
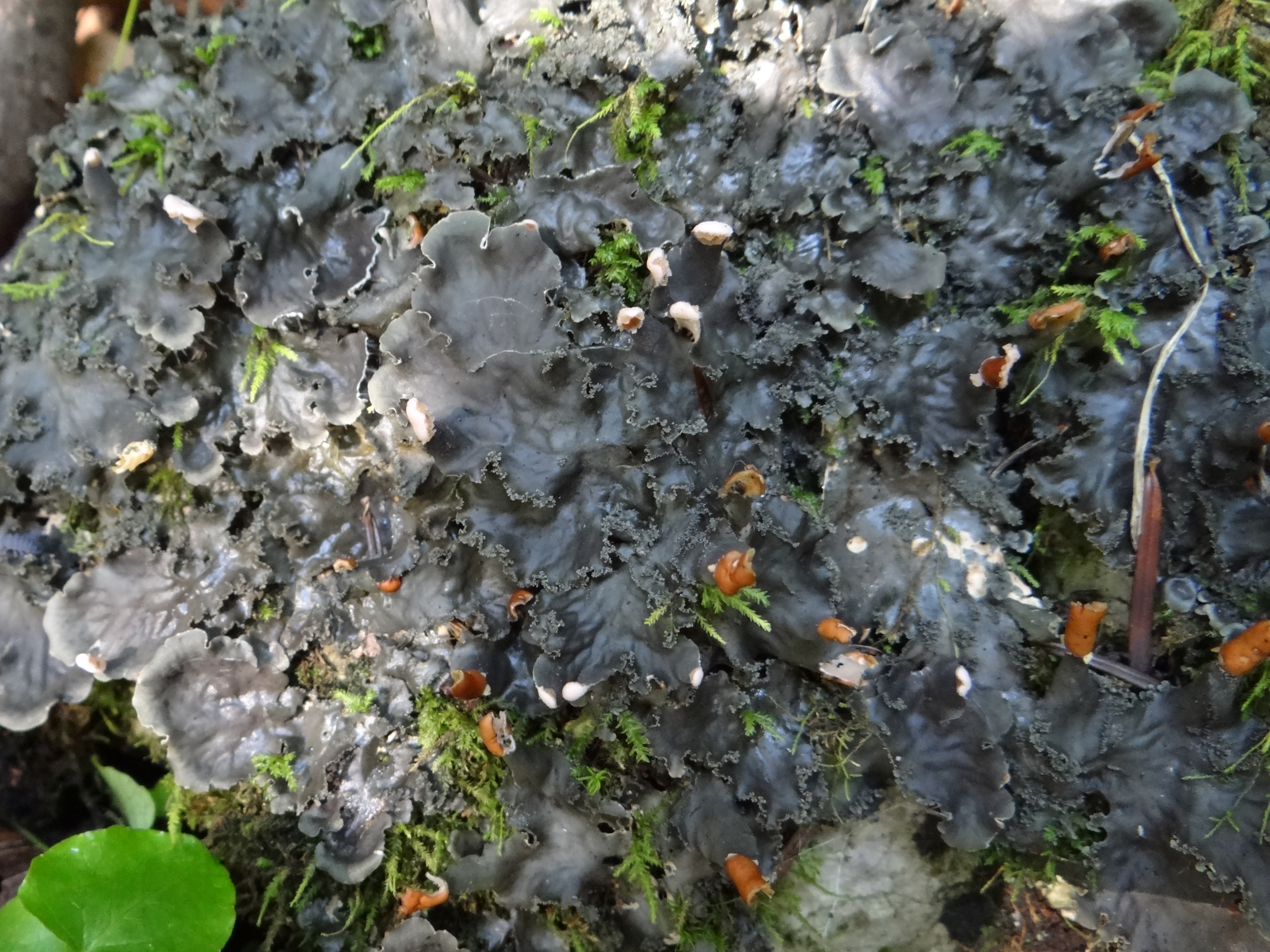